# Hunt (film 2022)
Hunt (헌트?, HeonteuLR) è un film sudcoreano del 2022 diretto da Lee Jung-jae al suo debutto alla regia di un lungometraggio. È stato invitato nella sezione non competitiva Midnight Screening del Festival di Cannes 2022. È uscito nelle sale il 10 agosto 2022 in Corea del Sud.
Il film tratta di tre grandi eventi storici degli anni '80: il Movimento per la Democratizzazione di Gwangju del 18 maggio (1980), la defezione del pilota nordcoreano Lee Woong-pyung (1983) e l'attacco terroristico di Aung San (1983).

## Trama
Negli anni '80, quando la dittatura militare raggiunse il suo apice, il capo dell'unità estera dell'Agenzia sudcoreana per la pianificazione della sicurezza nazionale (ANSP) Park Pyong-ho e il capo dell'unità interna Kim Jung-do stanno lavorando insieme a Washington, proteggendo il presidente Chun Doo-hwan. Mentre sono di pattuglia, la CIA nota una squadra di assassini stranieri e ne informa la squadra coreana. Dopo un intenso inseguimento, Park viene preso in ostaggio dall'ultimo sopravvissuto della squadra. Kim spara all'assassino e gli uomini si incolpano a vicenda per il risultato.
Dopo l'incidente di Washington, il direttore dell'ANSP dice a Park e Kim che c'è una talpa nordcoreana all'interno dell'ANSP nota come Donglim. Secondo le informazioni della CIA, è una pericolosa spia della Corea del Nord che cerca di assassinare il presidente del Sud. Kim e Park lavorano per sradicare Donglim. Inizialmente, si sospetta che un professore universitario tenuto in cattività sia Donglim.
Kim e Park lavorano all'esfiltrazione di un fisico nucleare nordcoreano in cerca di asilo, che ha intenzione di disertare con la sua famiglia mentre sono in Giappone. Il fisico rivela che Donglim è ancora libero, e ha fatto trapelare informazioni su un'infiltrazione militare da parte del Sud che sta avvenendo lo stesso giorno. L'infiltrazione è attesa dal Nord e si conclude con il fallimento totale e la morte di tutte le persone coinvolte. La squadra di Park guida l'operazione di esfiltrazione, ma a causa di ordini contrastanti, l'operazione si conclude con un fallimento e la morte del fisico.
Successivamente, le due squadre iniziano a inseguire Donglim a modo loro, accusandosi a vicenda. Il capitano Lee Ung-pyong dell'aeronautica nordcoreana diserta al Sud e viene rimproverato dai suoi interrogatori per le ragioni superficiali ed egoistiche del suo tradimento. Kim sospetta che Yoo-jeong sia in realtà un agente nordcoreano incaricato di tenerlo d'occhio, e la interroga violentemente.
Dopo una lunga indagine, gli uomini scoprono le scioccanti verità l'uno sull'altro. Kim fa parte di una rivolta del Sud; lui e i suoi seguaci progettano di assassinare il presidente sudcoreano perché disprezzano i suoi atti di dittatore militare e ritengono che debba affrontare la giustizia per il Movimento democratico di Gwangju, che ha portato al massacro di civili innocenti. Kim era anche il cliente dietro il tentativo di assassinio a Washington e ha sparato all'ultimo assassino di proposito per impedirgli di essere interrogato.
Park, d'altra parte, si rivela essere Donglim. In preda alla disperazione, Park uccide il suo assistente e fugge dagli agenti di Kim per incontrare il suo gestore e ricevere i suoi ordini. È scioccato nello scoprire che il piano è cambiato, che il Nord ha intenzione di invadere il Sud e che verrà ucciso per evitare fughe di notizie. Kim salva Park dai suoi aguzzini, nasconde la sua identità all'ANSP e lo coinvolge nel piano per assassinare il presidente sudcoreano a Bangkok, in Thailandia. Park accetta con riluttanza, ma è preoccupato perché l'assassinio sarà il segnale di un'invasione militare da parte della Corea del Nord.
I cecchini nordcoreani e Kim attaccano il corteo presidenziale a Bangkok, ma vengono fermati da Park, mentre Kim cerca disperatamente di assassinare il presidente con le sue stesse mani. Nel frattempo, un agente nordcoreano fa esplodere una bomba come ultima risorsa; tuttavia, non riesce a uccidere il Presidente che riesce a sfuggire all'esplosione. Kim viene coinvolto nell'esplosione e muore.
Dopo l'incidente in Thailandia, Park fa visita alla famiglia di Kim per consegnarle un tributo, poi si reca a sud per incontrare Yoo-jeong e offrirle una fuga in America. Tuttavia, subisce un'imboscata sulla scena da parte di altri agenti nordcoreani, poiché si scopre che era effettivamente un agente nordcoreano. Mentre muore, vede il passaporto falso che Park ha fatto per lei, dove il nome falso conteneva il suo cognome, rivelando come si preoccupasse di lei e la considerasse sua. Continua a sparare e uccidere almeno uno degli agenti sulla scena, con altri spari che si sentono fuori campo, probabilmente seguendo il suo consiglio di fuggire dal paese.

## Produzione

### Sviluppo
Il film era inizialmente intitolato Namsan nel 2017 con Lee Jung-jae nel ruolo principale, ma Lee ha dovuto annullare la produzione prima delle riprese. Ha poi perfezionato la sua sceneggiatura e si è preparato per 4 anni. Oltre a dirigere, interpretare e contribuire alla sceneggiatura, ha anche co-prodotto il film.

### Riprese
Le riprese sono iniziate l'8 maggio 2021 e si sono concluse il 13 novembre 2021.

### Post-produzione
Il 3 agosto 2022, Lee ha rivelato di aver rimontato il film dopo la sua proiezione a Cannes, e la nuova versione è stata proiettata al Toronto International Film Festival per la prima nordamericana. Tuttavia, nelle sale cinematografiche in Corea del Sud è stato distribuito l'originale.
Per aiutare il pubblico globale a comprendere meglio l'epoca politica rappresentata nel film, Lee ha rivisto diverse battute e scene chiave che hanno richiesto ad alcuni attori di registrare nuovamente i loro dialoghi. Ha detto: "Quando ho scritto la sceneggiatura di Hunt, ho scelto le generazioni più giovani in Corea del Sud che imparano a conoscere l'epoca dai libri di testo di storia come pubblico di destinazione. Pensavo che per gli spettatori stranieri sarebbe stato lo stesso... Ma a Cannes, circa il 30% delle recensioni dei media stranieri si è lamentato del fatto che fosse difficile per loro tenere il passo con la storia, poiché non conoscevano la politica coreana negli anni '80".

## Distribuzione
Il film è stato presentato in anteprima al 75º Festival di Cannes il 19 maggio 2022 al Teatro Lumière, dove ha ricevuto una standing ovation di sette minuti. È stato distribuito nelle sale il 10 agosto 2022 da Megabox. I diritti di distribuzione del film sono stati pre-venduti in 207 territori. Il film è stato invitato al Toronto International Film Festival 2022 ed è stato proiettato nella sezione Gala Presentations nel settembre 2022. Magnolia Pictures ha acquisito i diritti di distribuzione per un'uscita nelle sale statunitensi nel dicembre 2022 sotto Magnet Releasing.
Il film doveva essere disponibile per lo streaming su Netflix dal 7 dicembre 2022, ma non è stato ancora reso disponibile se non in Corea del Sud.

## Accoglienza

### Critica
Hunt ha un indice di approvazione del 69% sul sito aggregatore di recensioni Rotten Tomatoes, basato su 54 recensioni, e una valutazione media di 6/10. Il consenso critico del sito web afferma: "Sebbene abbandoni spesso l'azione a favore di una narrazione inutilmente intricata, Hunt ha abbastanza brividi per soddisfare i fan dello spionaggio più indulgenti". Su Metacritic, il film ha un punteggio medio ponderato di 52 su 100, basato su 11 critici, che indica "recensioni miste o medie".

#### Internazionale
Pete Hammond nella sua recensione per Deadline ha elogiato la regia, la fotografia e la performance del cast principale e di supporto. Peter Debruge, scrivendo per Variety, ha descritto Hunt come un "film lungo ma dal ritmo fulmineo con una scossa di adrenalina" e ha apprezzato la regia e la recitazione di Lee. Lou Thomas del BFI ha scritto che il film è pieno di "scene d'azione elettrizzanti e violente e shock sbalorditivi", ma "Lee occasionalmente dimentica di mantenere le cose comprensibili o credibili" e ha definito il film divertente da guardare. David Rooney, scrivendo per The Hollywood Reporter, ha dichiarato che il film manca di profondità dei personaggi e coerenza narrativa e lo ha definito "un film sempre più frustrante che perde la strada in mezzo a una fitta selva di complicazioni della trama, doppi giochi, contropiani e rivelazioni a sorpresa". David Ehrlich di IndieWire ha classificato il film come C, descrivendolo come "thriller di spionaggio irrimediabilmente contorto che non racconta una storia" e ha dichiarato che "il debutto di Lee è poco più di un distributore chiacchierone di [caramelle] Pez pieno di colpi di scena". Nella sua recensione per il South China Morning Post, Clarence Tsui ha scritto che il film è "eccessivamente roboante e confuso" tranne che per i drogati di storia e i fan più accaniti dei film d'azione, ha definito la trama disordinata e confusa per il pubblico che non ha familiarità con l'ambientazione storica del film, e ha dato 2 stelle su 5.

#### Sudcoreana
Kim Seon-woo ha elogiato gli effetti visivi del film, la messa in scena dettagliata e le spettacolari scene d'azione e ha aggiunto che i grandi e piccoli capovolgimenti della trama mantengono la tensione del film fino alla fine. Ryu Ji-yoon scrivendo per Dailian ha elogiato la rappresentazione di Park Pyeong-do e Kim Jeong-do, che hanno lo stesso obiettivo ma metodi diversi, essendo densamente progettati per riempire l'immaginazione cinematografica e il divertimento e ha aggiunto: "Non è difficile comprendere gli eventi storici senza una conoscenza preliminare, ma più sai, più vedi". Choi Young-joo di No Cut News ha dichiarato: "sebbene sia definito spionaggio d'azione, è deplorevole che il centro di gravità sia focalizzato sulla frettolosa 'azione' piuttosto che sullo 'spionaggio' che va avanti e indietro con sospetto", ma ha elogiato i suoni, le scenografie e gli oggetti di scena del film che hanno fatto sentire al pubblico l'atmosfera degli anni '80 e la regia di Lee che ha raggiunto il suo obiettivo con un tema e un contenuto formidabili. Song Kyung-won di Cine21 ha delineato il film come "un film che prende il tema da una storia vera, ma sfrutta al meglio l'immaginazione storica, ed è essenzialmente incentrato sull'azione piuttosto che sullo spionaggio" e ha concluso: "Nonostante alcuni espedienti che riempiono i buchi nella narrazione, è un debutto decente che fonde immaginazione storica e risultati commerciali".

### Box office
Il film è uscito in 1548 schermi l'11 agosto 2022 in Corea del Sud. L'apertura ha registrato 210.000 spettatori e ha raggiunto la vetta del botteghino sudcoreano. Il film ha superato 1 milione di spettatori in 4 giorni dall'uscita e 2 milioni di spettatori in 7 giorni dall'uscita. Il 12º giorno, Hunt è diventato il terzo film sudcoreano nel 2022 a superare i 3 milioni di spettatori. Il 25º giorno, ha superato i 4 milioni di ingressi.
Al 12 settembre 2022, è il quarto film coreano di maggior incasso del 2022 con un incasso di 33.814.228 dollari e 4.352.407 spettatori. 

## Riconoscimenti
- 2023 - Baeksang Arts Award[39][40]
  - Candidatura per il miglior film a Lee Jung-jae e Han Jae-duk
  - Candidatura per il miglior regista a Lee Jung-jae
  - Candidatura per il miglior regista esordiente a Lee Jung-jae
  - Candidatura per il miglior attore a Jung Woo-sung
  - Candidatura per la miglior attrice esordiente a Forza Youn-jung
  - Candidatura per la miglior sceneggiatura a Lee Jung-jae e Jo Seung-hee
  - Premio tecnico a Lee Mo-gae
- 2022 - Blue Dragon Film Award[41][42]
  - Miglior regista esordiente a Lee Jung-jae
  - Miglior fotografia e illuminazione a Lee Mo-gae e Lee Sung-hwan
  - Miglior montaggio a Kim Sang-beom
  - Candidatura per il miglior film a Lee Jung-jae e Han Jae-duk
  - Candidatura per il miglior attore a Jung Woo-sung
  - Candidatura per la miglior attrice non protagonista a Jeon Hye-jin
  - Candidatura per la miglior attrice esordiente a Forza Youn-jung
  - Candidatura per la miglior sceneggiatura a Lee Jung-jae e Cho Seung-hee
  - Candidatura per la miglior musica a Cho Yeong-wuk
  - Candidatura per la miglior direzione artistica a Park Il-hyan
- 2022 - Buil Film Awards[43][44]
  - Miglior regista esordiente a Lee Jung-jae
  - Candidatura per il miglior attore a Jung Woo-sung
  - Candidatura per il miglior attore non protagonista a Heo Sung-tae
  - Candidatura per la miglior attrice non protagonista a Jeon Hye-jin
  - Candidatura per la miglior attrice esordiente a Forza Youn-jung
  - Candidatura per la miglior sceneggiatura a Lee Jung-jae e Cho Seung-hee
  - Candidatura per la miglior direzione artistica a Park Il-hyan
- 2022 - 23º Busan Film Critics Association Award
  - Premio tecnico a Lee Jung-jae e Han Jae-duk
- 2022 - 6º Canary Islands Fantastic Film Festival Ciudad de La Laguna, Isla Calavera[45]
  - Miglior attore a Lee Jung-Jae e Jung Woo-sung
- 2022 - Premio Daejong[46]
  - Candidatura per il miglior film a Lee Jung-jae e Han Jae-duk
  - Candidatura per il miglior regista esordiente a Lee Jung-jae
  - Candidatura per il miglior attore a Jung Woo-sung
  - Candidatura per la miglior attrice non protagonista a Jeon Hye-jin
  - Candidatura per la miglior attrice esordiente a Forza Youn-jung
  - Candidatura per la miglior sceneggiatura a Lee Jung-jae e Jo Seung-hee
  - Candidatura per la miglior fotografia a Lee Mo-gae
  - Candidatura per il miglior montaggio cinematografico a Kim Sang-beom
  - Candidatura per la miglior direzione artistica a Park Il-hyun
  - Migliore illuminazione a Lee Seong-hwan
  - Candidatura per i migliori costumi a Jo Sang-kyung e Choi Yun-seon
  - Candidatura per la miglior musica a Jo Yeong-wook
- 2022 - 42º Golden Cinematography Award[47]
  - Premio per l'editing a Lee Jung-jae e Han Jae-duk
- 2022 - Korean Association of Film Critics Awards[48][49][50]
  - Miglior regista esordiente a Lee Jung-jae
  - Miglior attore a Jung Woo-sung
  - Miglior attrice non protagonista a Jeon Hye-jin
  - Associazione coreana del cinema 10 selezioni di Kim Hyun-seung a Lee Jung-jae e Han Jae-duk
  - Miglior attore non protagonista a Jo Woo-jin
  - Miglior regia a Lee Jung-jae
  - Premi per il cinema, l'arte e il montaggio a Lee Mo-gae, Park Il-hyun e Kim Sang-beum
- 2022 - Korean Film Producers Association Award[50]
  - Miglior regia a Lee Jung-jae
  - Premi per il cinema, l'arte e il montaggio a Lee Mo-gae, Park Il-hyun e Kim Sang-beum
- 2022 - Hawaii Film Critics Society Awards
  - Miglior regista esordiente a Lee Jung-Jae
- 2022 - London East Asia Film Festival[51]
  - Premio Onorario a Lee Jung-Jae
- 2023 - Korea Image Awards[52]
  - Korea Image Stepping Stone Award a Lee Jung-Jae
- 2023 - Director's Cut Awards
  - Candidatura per il miglior regista esordiente a Lee Jung-Jae